# ジャグディープ・ダンカール
ジャグディープ・ダンカール（Jagdeep Dhankar、1951年5月18日 - ）は、インドの政治家、弁護士。2022年から2025年まで同国副大統領（第14代）、2019年から2022年まで西ベンガル州知事を務めた。

## 略歴
ジャグディープ・ダンカールは1951年5月18日、インドのラージャスターン州で生まれ、ジャイプールのラジャスタン大学で学士号と法学士号を取得した。
1990年から1991年まではチャンドラ・シェカール省で議会担当国務大臣を務め、2019年から2022年まで西ベンガル州知事を務めた。
2022年7月16日、インド人民党は翌月の2022年選挙に向けた国民民主同盟のインド副大統領候補にダンカールを指名し当選。同年8月11日に就任した。2025年7月21日、健康上の理由で副大統領を突然辞任した。